# Słobódka (gmina Mariampol)
Słobódka, Słobódka Mariampolska (lit. Slabada) – wieś na Litwie, w okręgu wileńskim, w rejonie wileńskim, w gminie Mariampol, przy drodze magistralnej A15.

## Historia
W dwudziestoleciu międzywojennym leżała w Polsce, w województwie wileńskim, w powiecie wileńsko-trockim, w gminie Rudomino. W 1931 miejscowość liczyła 46 mieszkańców, zamieszkałych w 9 budynkach.
Po II wojnie światowej w granicach Związku Sowieckiego. Od 1991 na niepodległej Litwie.